# スネップ
スネップ（和製英語：solitary non-employed persons、SNEP）とは、20歳以上59歳以下の在学中を除く未婚の無業者のうち、普段ずっと一人でいるか、家族以外の人と2日連続で接していない人々を指す用語である。日本語では孤立無業者など。

## 概要
2012年に東京大学社会科学研究所教授の玄田有史が提唱したものであり、同大学大学院の高橋主光（現・九州産業大学講師）との共同研究が基底となっている。初めて孤立無業（スネップ）という言葉がメディアに登場したのは、玄田が『週刊エコノミスト』（2012年6月12日号）へ寄稿した記事である。そこでは、2006年に実施された総務省統計局『社会生活基本調査』の8割ランダム・サンプリングデータを用いて、2000年代半ばにスネップが100万人に達していることが指摘された。同年10月、九州産業大学で行われた日本経済学会・秋季大会において、玄田は日本経済学会・石川賞の受賞講演として「孤立無業（SNEP）について」という報告を行う。
2013年2月、スネップの実態について新しいデータを用いた改訂が行われ、2011年実施の『社会生活基本調査』の全数調査を用いて分析した「孤立無業の実態（詳細）」と題する報告が、同大の社会科学研究所のホームページで公開される。
2013年5月31日の衆議院厚生労働委員会に玄田が参考人として招致され、「生活保護法の一部を改正する法律案」「生活困窮者自立支援法案」などの案件に関連し、孤立無業の実態について陳述。玄田は対策を早急に打たない限り、孤立無業が生活保護受給や生活困窮者の増加要因となり得ることを主張した。
2013年8月には、玄田による著作『孤立無業（SNEP）』が日本経済新聞出版社より刊行された。

## 定義
スネップは、普段家族と一緒にいる時間がある「家族型孤立無業」と、ずっと一人でいる「一人型孤立無業」に分類されている。
スネップの類義語に、玄田が日本に持ち込み普及させた用語である「ニート」が存在するが、ニートは34歳以下と定義されているのに対し、スネップは59歳以下まで含めてある。ニートが失業者を求職活動の有無によって区分したものであるのに対し、スネップは友人・知人などの対人関係の有無によって分けたものである。20〜59歳の未婚無業者（在学中を除く）のうち、スネップであり、同時にニート（ニートには定義されていない35〜59歳の中高年層を含む）でもある者は3割にのぼる。また、引きこもりもスネップに含まれるが、スネップの半数ほどは普段外出をしているという。
総務省統計局『社会生活基本調査』によると、スネップは2000年代に急増しており、2011年の時点では国内に162万人が存在していると推定される。これは20〜59歳の未婚無業者の6割に相当する。2016年の『社会生活基本調査』で、スネップに該当するのは156万人。人手不足による雇用情勢改善により、「非孤立」無業者が2011年比で20万人減少したのに対して、スネップは「ほとんど減っていない」と玄田は指摘している。 
ボランティアやスポーツや旅行などといった形でも社会との関わりを持っていない割合が多く、家族との関わりすら持たずに一人でいるだけの者も多い。また、インターネット上での交流も少なく、テレビゲームやパソコンゲームなどの利用も、特別にスネップが多いわけではないという
。男性、低学歴、高齢であるほど陥りやすい傾向にあるが、女性や大学卒、20代の若者のスネップも増えている。玄田は、その現象を「孤立の一般化」と表現している。

## 用語に対する批判
一方で、玄田の提唱する「スネップ論」には批判の声も上がっている。かねてより自著やウェブサイトなどで玄田を批判してきた評論家の後藤和智は、「仕掛け人が玄田有史という時点で下段ガード（受けつけない）。ニートの概念から社会的排除などを抜いて心理面を問題視した“日本型ニート”にした張本人だ。そんな人が作った概念が信用できるはずがない」と厳しく批判し、この用語および概念が「ニート」と同様に悪用される懸念も示した。この他、引きこもり経験者で「ひきこもり名人」を自称して講演や執筆活動をしている勝山実は、「ニートバッシングの生みの親、玄田有史が新たな偏見差別用語を開発した」などと不快感を露わにした。